# Sindrome di Sheldon-Hall
La sindrome di Sheldon-Hall è una malattia genetica molto rara che ha per caratteristiche principali contratture articolari multiple (artrogriposi) ed anomalie del volto, come palato ogivale e microstomia.

## Epidemiologia e storia
È considerata una variante della sindrome di Freeman-Sheldon, dalla quale è stata distinta nel 1997 dal genetista statunitense P. A. Krakowiak e dai colleghi. La malattia deve il suo nome a J. H. Sheldon e a Judith G. Hall, anch'essi genetisti statunitensi.
L'incidenza nella popolazione è molto bassa; in letteratura medica sono stati sinora registrati meno di 100 casi ufficiali.

## Eziologia
La malattia è a trasmissione autosomica dominante; responsabile delle anomalie fenotipiche è una mutazione a carico del gene TNNI2 o TNNT3; essi si trovano nel braccio corto del cromosoma 11, in corrispondenza del locus genico p15.5. Altre mutazioni note per provocare la patologia riguardano il gene TPM2 sul cromosoma 9 (locus genico p13.3) e il gene MYH3 sul cromosoma 17 (locus genico p13.1).

## Clinica

### Segni e sintomi
La sindrome si manifesta con:
- Artrogriposi diffusa congenita, che non peggiora nel corso dello sviluppo
- Microstomia (bocca di dimensioni ridotte), palato alto, palpebre oblique
- Bassa statura (senza però arrivare al nanismo)
- Camptodattilia
- Piede torto e altre malformazioni dell'estremità degli arti inferiori

### Esami strumentali e di laboratorio
La diagnosi è essenzialmente clinica ed effettuata dopo la nascita; è tuttavia possibile la diagnosi prenatale con l'impiego di ultrasuoni fini mediante ecografia ostetrica.

### Diagnosi differenziale
La sindrome entra in diagnosi differenziale con la sindrome di Freeman-Sheldon (di cui è stata considerata una variante per molti decenni) e con altre forme di artrogriposi distale, come la sindrome di Beals.